# Francisco Sáez
Francisco Sáez (hijo) (¿Cuenca?, c. 1618 – Cuenca, marzo de 1696) fue un organista y maestro de capilla español.
No debe confundirse con su padre, Francisco Sáez (padre) (¿?–1638), también organista en la Catedral de Cuenca, o con Francisco Sáez (o Saiz), infante del coro de la Catedral de Cuenca entre 1712 y 1715.

## Vida
Es de suponer que nació en Cuenca, ya que el padre, también llamado Francisco Sáez, entró al servicio de la Catedral de Cuenca como organista en 1616. El hijo nacería dos años más tarde, hijo de Quiteria Serrano Muñoz (†1679). Parece claro que debió formarse musicalmente en la misma Catedral, aunque no existen pruebas documentales que lo confirmen.
Consiguió su primer cargo en 1635. El organista Bernardo Collado había abandonado su puesto y Francisco Sáez padre solicitó al cabildo que se concediera su hijo el cargo de organista suplente. El cabildo no solo aceptó, sino que creó ex profeso el cargo de organista 2.º y se lo entregó al hijo sin necesidad de oposición.
Permanecería hasta 1638, cuando se trasladó a la Catedral de Albarracín, donde ocuparía la organistía con un salario mayor. Al parecer, siguió teniendo un estrecho contacto con Cuenca y visitando a menudo hasta 1641. Ese año González Mena, el organista primero de la Catedral de Cuenca, dejó la organistía y Sáez regresó para ocupar el cargo.
En noviembre de 1663 el maestro José de Alcalá partió para visitar a su madre y el cabildo, descontento con el trabajo de su maestro, decidió despedirlo y entregar el cargo de forma interina a su primer organista, Sáez. El nuevo maestro, Alonso Xuárez, llegaría el 3 de septiembre de ese mismo año, por lo que Sáez solo mantuvo el cargo unos meses, regresando a su cargo anterior.
Sáez se mantuvo en su cargo hasta 1677, cuando Xuárez partió a Sevilla y el organista tuvo que volver a ejercer de maestro de capilla de forma interina. En este caso no hubo una sustitución pronta del magisterio y Sáez permaneció hasta 1684 en el cargo. Para solucionar el problema de la organistía, se le dio el cargo de organista primero a Roque Caja, que hasta ese momento había sido organista segundo. En 1783 Sáez tenía un salario de 4350 reales ejerciendo como maestro.
En 1684 regresaba Xuárez a su cargo en Cuenca por razones de salud, y Sáez regresó a la organistía como organista primero. Permaneció en el cargo hasta 1694, fecha en la que se jubila y le sucede en el cargo fray Martín García Olagüe. Continuó colaborando con el maestro  Xuárez y el organista García, como ejemplifica el recibimiento del nuevo órgano construido por Domingo Mendoza para la Catedral.
Fallecería en Cuenca, marzo de 1696, dejando en herencia 61 fanegas de trigo y el «tercio de abril» en concepto de salario.

## Obra
Solo se conoce una composición de Sáez, una Misa a 8 voces y órgano, en El Escorial. Es posible que hubiese compuesto más, ya que su tiempo como maestro de capilla fue lo suficientemente largo para exigirlo.